# Contea di Coosa
La contea di Coosa, in inglese Coosa County, è una contea dello Stato dell'Alabama, negli Stati Uniti. La popolazione al censimento del 2016 era di 10 581 abitanti. Il capoluogo di contea è Rockford.

## Geografia fisica
La contea si trova nella parte centrale dell'Alabama. Lo United States Census Bureau certifica che l'estensione della contea è di 1.726 km², di cui 1.690 km² composti da terra e i rimanenti 36 km² composti di acqua.
Il fiume Coosa scorre lungo il confine occidentale della contea, e molti dei suoi affluenti attraversano la contea. si tratta di un territorio prevalentemente collinare e ricco di fiumi e corsi d'acqua.

### Contee confinanti[4]
- Conte di Talladega - nord
- Contea di Clay - nord-est
- Contea di Tallapoosa - est
- Contea di Elmore - sud
- Contea di Chilton - ovest
- Contea di Shelby - nord-ovest

## Storia
La contea di Coosa fu costituita il 18 dicembre 1832. Il nome deriva da una città di nativi americani. Fu una delle 14 contee ricavate dalle terre dei nativi Creek, cedute tramite il Trattato di Cusseta.

## Società

### Evoluzione demografica
Abitanti censiti (migliaia)

## Cultura

### Istruzione
Sono presenti sei scuole, con circa 100 insegnanti e 1 700 studenti.

Grafico delle fasce di età in base al censimento del 2000

## Economia
Prima della guerra civile l'economia era basata principalmente sulla coltivazione di cotone, a cui si aggiunse grano e avena alla fine del diciannovesimo secolo. Grazie all'arrivo della linea ferroviaria nel 1874, Goodwater divenne il centro del commercio della contea. Nel 1966 la Avondale Mills aprì uno stabilimento tessile, creando centinaia di posti di lavoro.

### Strutture che impiegano più persone
Secondo l'ultimo aggiornamento (2016) le strutture che impiegano più persone sono:
| Struttura                                     | Impiegati |
| --------------------------------------------- | --------- |
| Madix                                         | 330       |
| Coosa County Board of Education School System | 175       |
| AmTech                                        | 125       |
| Coosa County Commission                       | 76        |
| Wingfield Engineering                         | 60        |
| My Charter HR                                 | 50        |
| SIGMA                                         | 40        |
| IndusTREE Pole - Coosa Pines                  | 35        |
| Wellington Industries                         | 12        |
| A&E Metal Roofing                             | 6         |

## Infrastrutture e trasporti

### Principali strade ed autostrade
Le principali vie di trasporto che attraversano la contea sono:
- U.S. Highway 231
- U.S. Highway 280
- Alabama State Route 9
- Alabama State Route 22

## Comuni[11]
- Goodwater - town
- Kellyton - town
- Rockford (capoluogo) - town
- Equality - CDP
- Hanover - CDP
- Hissop - CDP
- Mount Olive - CDP
- Nixburg - CDP
- Ray - CDP
- Stewartville - CDP
- Weogufka - CDP